# Wurfbainia aromatica
Wurfbainia aromatica là một loài thực vật có hoa trong họ Gừng. Loài này được William Roxburgh (1751-1815) đặt tên khoa học Amomum aromaticum nhưng không kèm theo mô tả khoa học vào năm 1814. Mô tả khoa học đầu tiên cho A. aromaticum được công bố năm 1820. (in lại năm 1832). Năm 2018 Jana Leong-Škorničková và Axel Dalberg Poulsen chuyển nó sang chi Wurfbainia.

## Phân bố
Loài này có tại Ấn Độ (Assam), Bangladesh, Đông Himalaya, Nepal.

## Lưu ý
Website của Trung tâm Dữ liệu Thực vật Việt Nam coi Amomum aromaticum Roxb. có các danh pháp đồng nghĩa là Cardamomum aromaticum (Roxb.) Kuntze, Amomum tsaoko Crévost & Lemarie, vì thế tại đây gọi tên tiếng Việt của nó là "thảo quả", "sa nhân cóc" hay "đò ho". Tuy nhiên, các cơ sở dữ liệu thực vật có uy tín như IPNI, POWO, The Plant List v.v. không coi Amomum aromaticum  là đồng nhất với Amomum tsaoko (danh pháp chính thức hiện nay là Lanxangia tsao-ko).